# Дорошівка (Шосткинський район)
Дорошівка — село в Україні, у Дружбівській міській громаді Шосткинського району Сумської області. Населення становить 316 осіб. До 2016 орган місцевого самоврядування — Дорошівська сільська рада.

## Географія
Село Дорошівка знаходиться на правому березі річки Кремля та 30-гектарного ставка, вище за течією примикає село Косинське, нижче за течією на відстані 6 км розташоване селище Неплюєве. До села примикає великий лісовий масив (дуб, сосна). Через село проходить автомобільна дорога Т 1915.
Ґрунти в цій місцевості дерново-підзолисті, серед корисних копалин — сіра глина, торф.

## Історія
На початку другої половини XVII століття виникло село Дорошівка, засноване воронежським козаком Григорієм Дорошенком.
12 червня 2020 року, відповідно до Розпорядження Кабінету Міністрів України № 723-р «Про визначення адміністративних центрів та затвердження територій територіальних громад Сумської області» увійшло до складу Дружбівської міської громади.
19 липня 2020 року,  в результаті адміністративно-територіальної реформи та ліквідації Ямпільського району, село увійшло до Шосткинського району.
29 листопада 2022 року зі ствольної артилерії росіяни обстріляли Дружбівську громаду. Зафіксовано  13 “прильотів”. Був пошкоджений об‘єкт критичної інфраструктури та електромережі. У м. Дружба, с. Чуйківка та с. Дорошівка Дружбівської громади відсутнє електропостачання

## Сьогодення
У 2000 році було засновано СТОВ «Мрія». На території ради зареєстровано 7 приватних підприємців. Працюють загальноосвітня школа І-ІІ ступенів, поштове відділення, будинок культури, бібліотечна філія Ямпільської ЦБС, фельдшерський пункт, два приватні магазини.

## Відомі мешканці

### Уродженці
- Архіпов Євгеній Анатолійович (7 лютого 1971 — Похований 28.04.2024) — український військовик, учасник російсько-української війни[4].
- Косинський Володимир Андрійович — український і російський економіст, професор, академік УАН, міністр праці Української Держави (листопад — грудень 1918).